# Capella de Santa Bàrbara de Castellar del Vallès
La Capella de Santa Bàrbara, de Castellar del Vallès, forma part del conjunt arquitectònic del Castell de Clasquerí, a un dels extrems del gran pati que hi ha davant de l'edifici principal. Tal com ja esmentava l'eclesiàstic i escriptor Antoni Vergés i Mirassó, en la seva obra Història de Castellar del Vallès, no es té constància de la data de construcció tot i que, diversos autors, consideren probable que sigui una obra de finals del segle xv o molt a començaments del xvi, doncs ja la trobem documentada des de l'any 1511.

## Informació addicional

### Trets arquitectònics

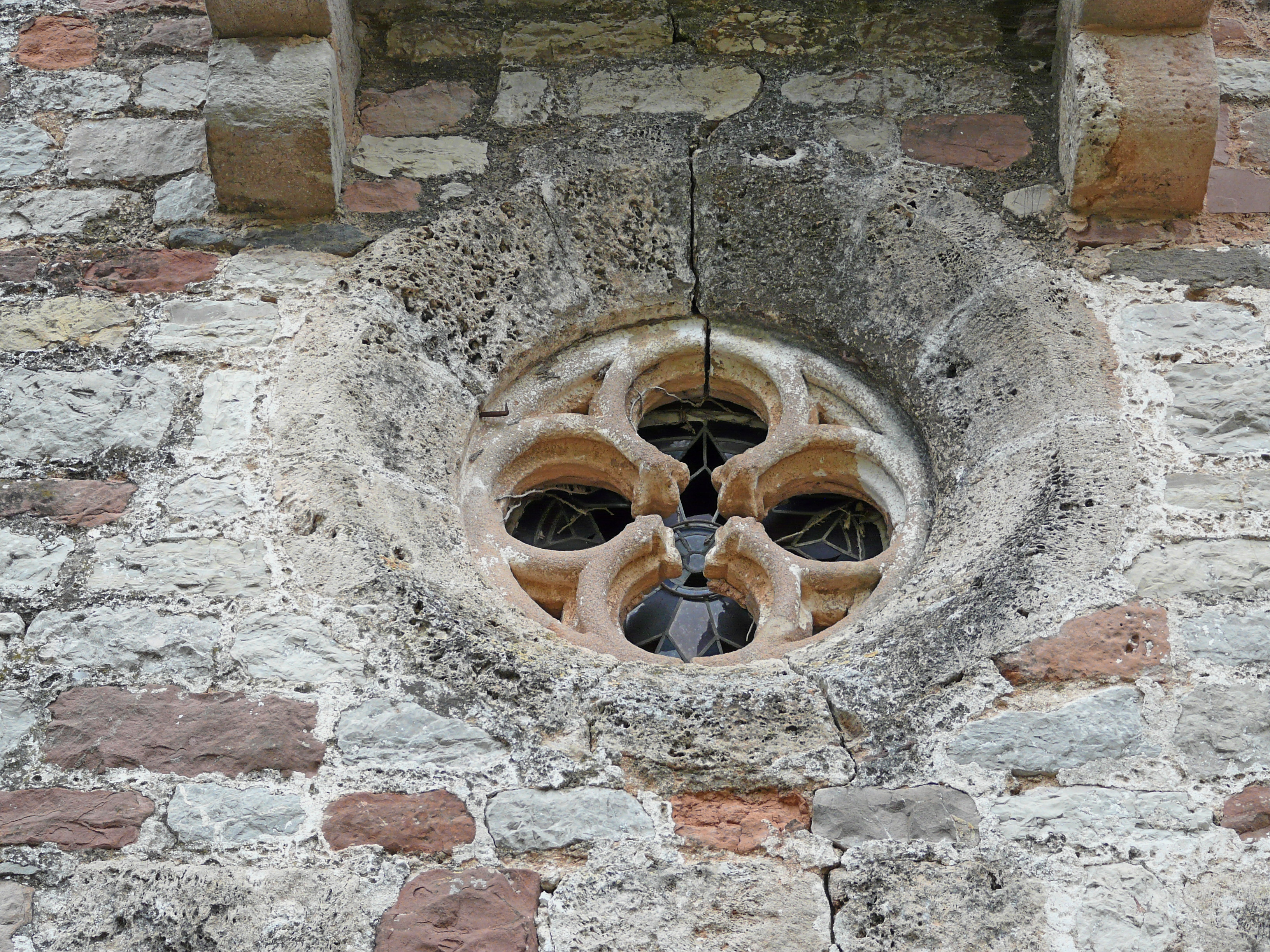
Detall de la finestra frontal

És una capella plenament representativa de l'estil gòtic, de dimensions petites, d'una sola nau i amb una coberta a dos vessants. Aquest aspecte d'una única nau sumat a l'evidència d'unes línies molt senzilles són alguns dels trets característics que tot sovint trobem en l'anomenada arquitectura gòtica catalana. L'absis, orientat al sud-est, és de forma poligonal i es remata amb uns merlets, a manera de torre i de major alçada que la resta de la capella.
La façana principal, oberta en direcció a l'entrada principal del castell, ens ofereix una bella portalada, una finestra lobulada i la campana dins d'una petita espadanya. Tanmateix i pel cantó de ponent, amb vistes cap al riu Ripoll i damunt de l'imponent Sot de Santa Bàrbara, s'hi pot observar una terrassa lateral amb un conjunt d'arcs apuntats.

### Detalls històrics i artístics
Després de la construcció, es tenen moltes referències de celebracions familiars de la casa de Clasquerí en aquesta capella. L'any 1548, Isabel de Clasquerí i Corbera s'hi casà, en segones núpcies, amb Bernat de Meca i Turell, per quin motiu, el 20 de juny d'aquell mateix any, Magdalena de Corbera, mare d'Isabel de Clasquerí, encarregà al pintor i poeta Pere Serafí la construcció d'un retaule per a la capella, fixant-ne un preu de 80 lliures. Malauradament, aquest retaule va ser cremat totalment l'any 1936 arran dels fets de la Guerra Civil. Gràcies, però, a l'existència d'una fotografia d'aquest, l'escriptor Santi Torras Tilló en va fer un relat força descriptiu dels diversos passatges de la vida de Santa Bàrbara que figuraven a l'obra, així com una descripció dels principals trets artístics de l'autor.
A Història de Castellar del Vallès, Antoni Vergés i Mirassó continua explicant com, per exemple, el 15 d'agost de 1555, hi fou batejat en Miquel, Gaspar, Joan, fill dels il·lustres senyors en Bernat de Meca i na Isabel de Clasquerí i hi afegeix, «Crec que antigament se celebraria quasi cada dia a la capella de Santa Bàrbara, puix és fàcil que no faltés sacerdot familiar a la casa de Clasquerí». Quan la família Clasquerí deixà de residir-hi habitualment, la capella perdé el privilegi o llicència de culte, fins que l'any 1849, i accedint a la súplica de l'Il·lustríssim senyor Joaquim de Sentmenat, senyor del castell de Clasquerí, en Francesc Bosch, vicari general de Barcelona i Governador permeté que se celebrés a Santa Bàrbara el culte sempre que s'ha tingut per convenient.

### Advocació a Santa Bàrbara
Durant el segle xiv, però sobretot al segle xv, van proliferar els llocs de culte dedicats a l'advocació de Santa Bàrbara. A més a més de Castellar del Vallès, trobem advocació a aquesta santa a Santa Bàrbara de Pruneres que el 1328 era un beneficiat i, el 1381, era ja un santuari de prestigi consolidat. Santa Bàrbara tingué també altar a Sant Feliu de Lledó, junt amb els sants Prim i Felicià, l'any 1388. A Sant Feliu de Guíxols, junt amb altres sants, el 1441. A Sant Vicenç de Besalú, el 1456. L'any 1456 ja s'esmenta l'ermita de Santa Bàrbara a la parròquia de Sant Martí Sapresa. I a Serinyà, el 1443. Aleshores, s'invocava Santa Bàrbara en ocasió de tempestes i pedregades, com s'ha fet, posteriorment, amb la coneguda dita «Sant Marc, Santa Creu, Santa Bàrbara no ens deixeu» que hom pronunciava en veure el llamp d'una tempesta.
| «        | Contra llamps i pedregada mal de pits, febre i dolor, donau-nos votre favor Bàrbara Verge Sagrada. | » |
| — anònim | |   |